# Кессах
Кессах (нем. Kessach) — река в Германии, протекает по земле Баден-Вюртемберг. Правый приток реки Ягст.
Река Кессах берёт начало вблизи автомагистрали A81 между деревнями Берольцхайм и Шиллингштадт. Течёт на юг. Впадает в Ягст в городе Виддерн.
Длина реки составляет 23,5 км. Площадь бассейна реки составляет 71,9 км². Средний расход воды в устье составляет 0,6 м³/с (1951—1990). Согласно этому критерию, Кессах является шестым по величине притоком Ягста.